# Faber-Castell
Faber-Castell este o companie germană de instrumente de scris. Este una dintre cele mai mari și mai vechi companii producătoare de pixuri, creioane, alte rechizite de birou (precum capsatoare, rigle, radiere) și rechizite artistice, precum și de instrumente de scris de lux și de articole din piele. Compania, care-și are sediul în orașul Stein, Germania, deține 14 fabrici și 20 de unități comerciale în întreaga lume. Faber-Castell Group dispune de un personal format din aproximativ 7.000 de angajați și are afaceri în mai mult de 100 de țări. Membrii familiei Faber-Castell continuă să dețină funcții de conducere în cadrul societății.

## Fabrici
Compania are 14 fabrici (în 10 țări), care produc în principal instrumente de scris.
| Țară       | Numele fabricii | Anul fondării | Activități desfășurate/produse fabricate                                                              |
| ---------- | --------------- | ------------- | --- |
| Costa Rica | Nelly           | 1996          | Creioane de lemn și creioane colorate                                                                 |
| Peru       | Lima            | 1965          | Pixuri și markere                                                                                     |
| Columbia   | Bogota          | 1976          | Creioane de ceară & accesorii pentru desen                                                            |
| Brazilia   | Prata           | 1989          | exploarea unei pepiniere de pini și producerea de cherestea                                           |
| India      | Goa             | 1998          | Creioane de ceară, markere                                                                            |
| Austria    | Engelhartszell  | 1963          | cerneală & markere                                                                                    |
| Malaezia   | Kuala Lumpur    | 1978          | activități de cercetare și dezvoltare, vânzări, producția de radiere                                  |
| China      | Guangzhou       | 2000          | ascuțitoare, radiere și instrumente de scris din material plastic                                     |
| Indonezia  | Bekasi          | 1990          | Creioane de colorat și creioane cu mină de grafit                                                     |
| Germania   | Stein           | 1761          | activități de cercetare & dezvoltare, marketing și vânzări, producția de instrumente de scris premium |

## Istoricul corporației
49° 24′ 58″ N, 11° 1′ 10″ E]]

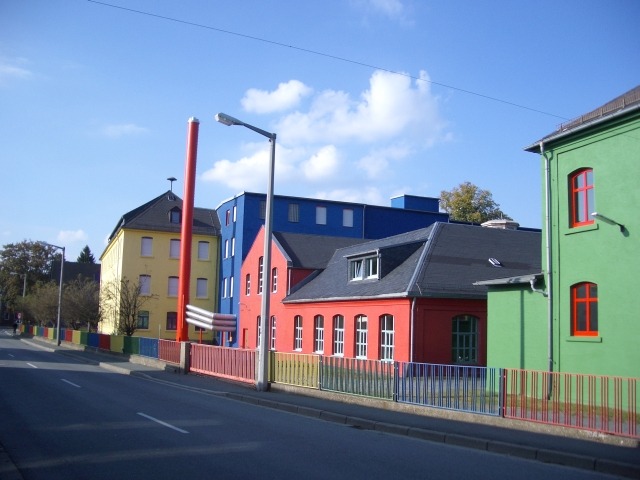
Unitatea de producție Faber-Castell din Geroldsgrün

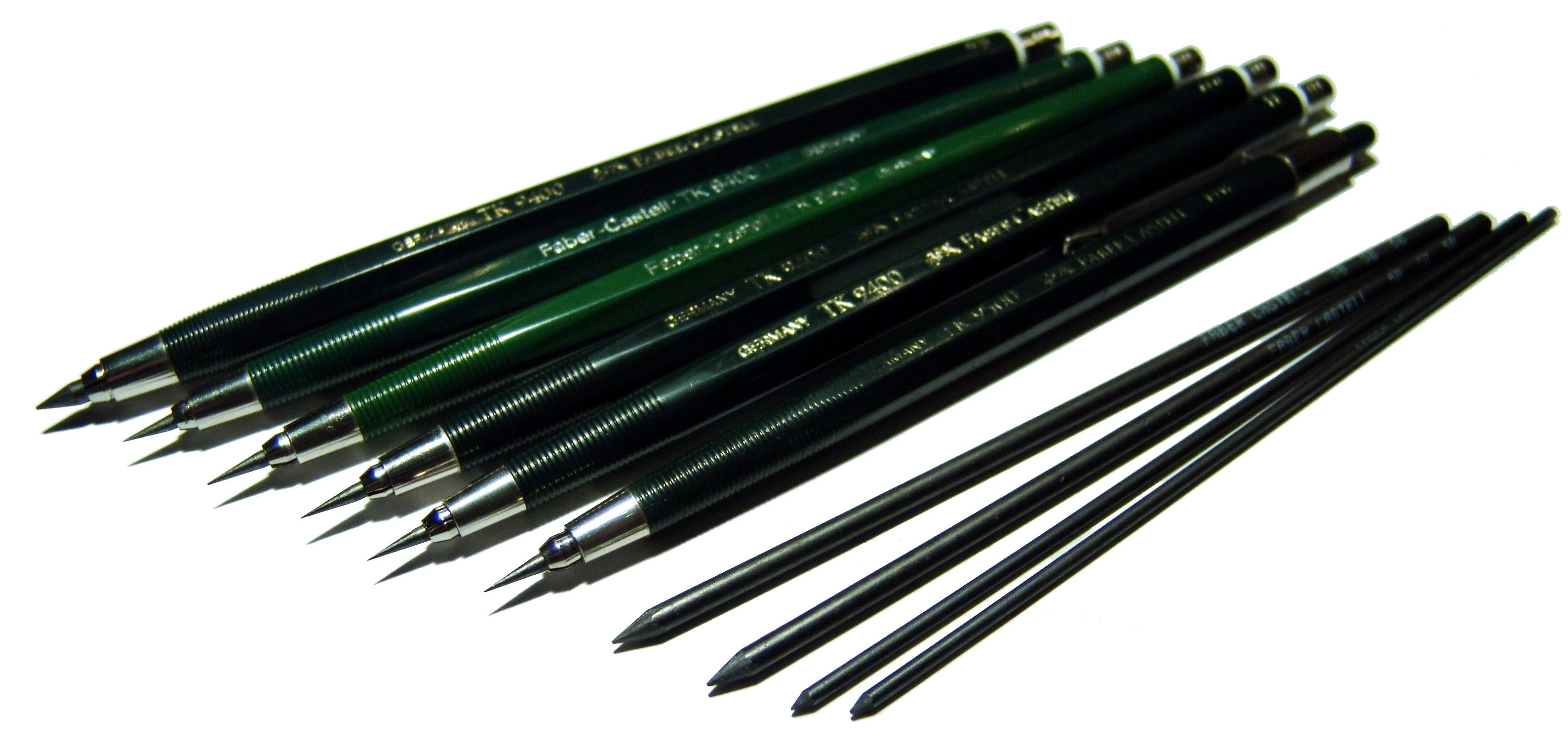
„TK-Bleistifte“, Faber-Castell

Fondată în anul 1761 la Stein, lângă Nürnberg, de către tâmplarul Kaspar Faber (1730-1784), compania a rămas în proprietatea familiei Faber de opt generații. Au fost deschise filiale la New York (1849), Londra (1851), Paris (1855), Viena (1872) și St. Petersburg (1874). S-a deschis o fabrică nouă la Geroldsgrün unde au început să fie produse rigle. Compania s-a extins puternic pe plan internațional și a lansat noi produse în timpul conducerii lui Lothar Faber (1817-1896), ambițiosul strănepot al lui Kasper Faber. În anul 1900, după căsătoria nepoatei lui Lothar cu A. W. Castell, unul din fiii contelui de Castell,  întreprinderea a luat numele de Faber-Castell și a adoptat un nou logo, care combină deviza familiei Faber, Din 1761, cu „cavalerii în turnir” de pe stema conților de Castell.
În prezent, compania dispune de 14 fabrici și 20 de unități comerciale, dintre care șase în Europa, patru în Asia, trei în America de Nord, cinci în America de Sud și câte una în Australia și Noua Zeelandă. Faber-Castell Group are un personal format din aproximativ 7.000 de angajați și desfășoară afaceri în mai mult de 100 de țări.

## Galerie

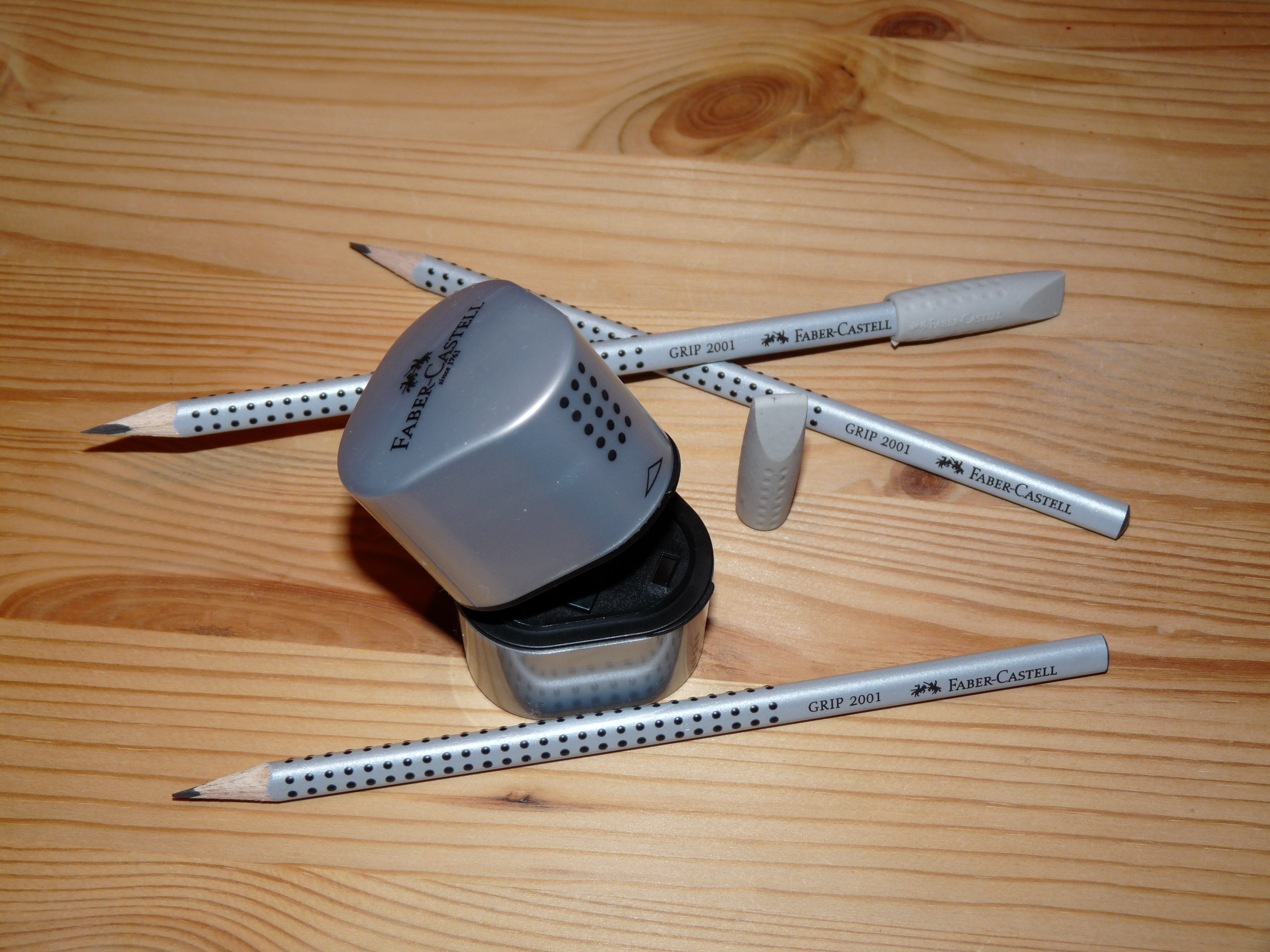
Faber-Castell „GRIP 2001“
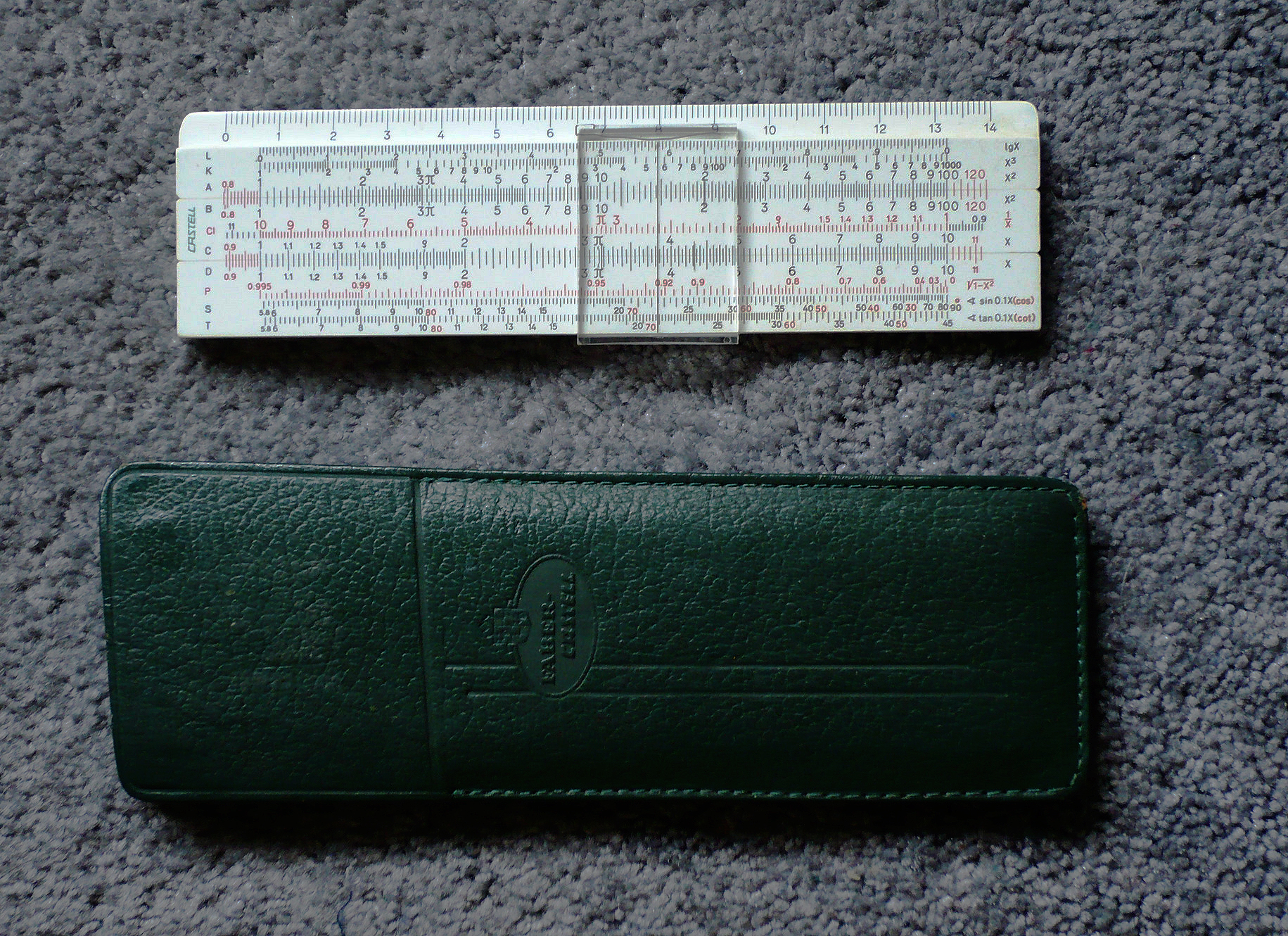
Riglă de calcul-Faber-Castell
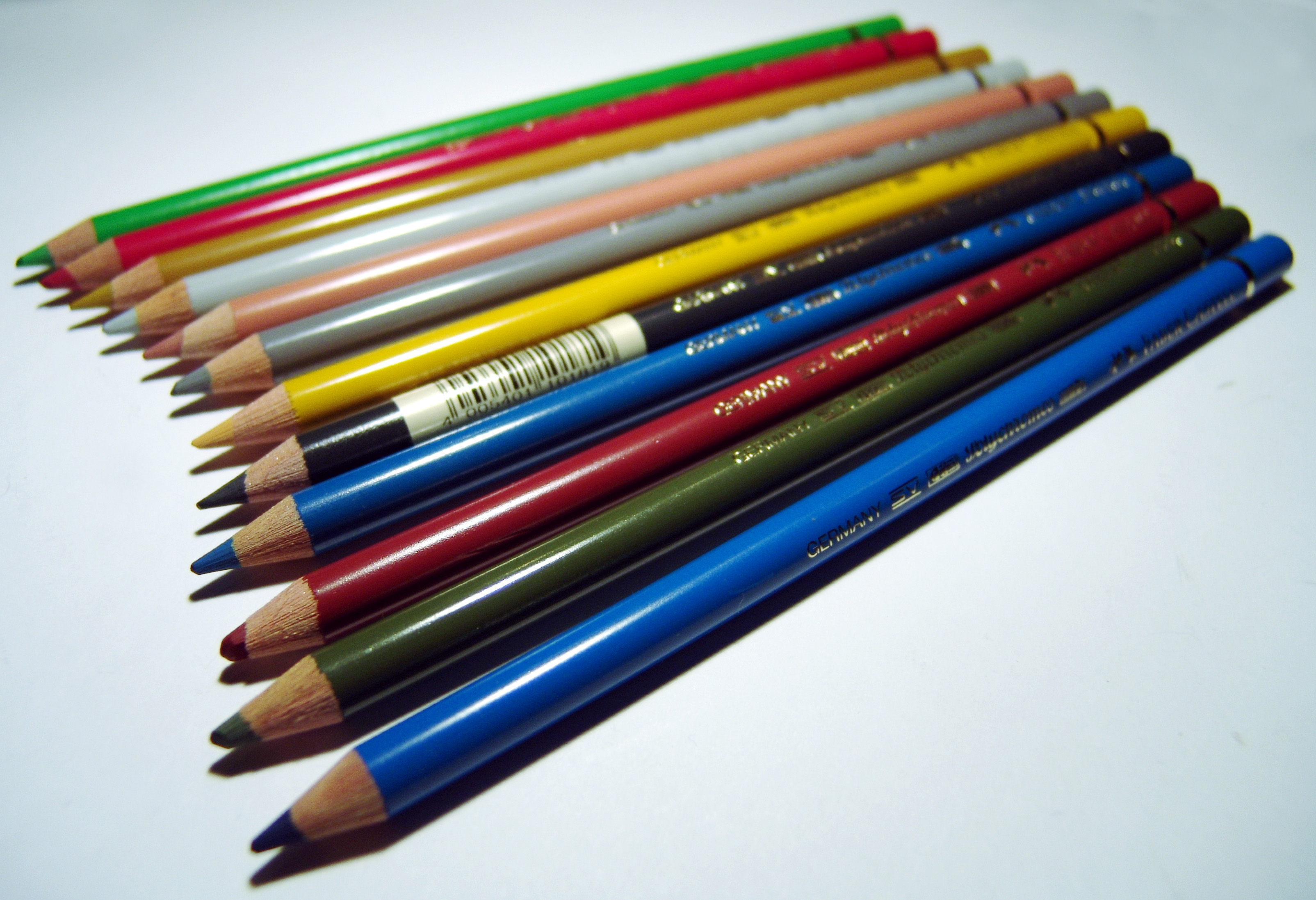
Creioane colorate -Polychromos-Faber-Castell
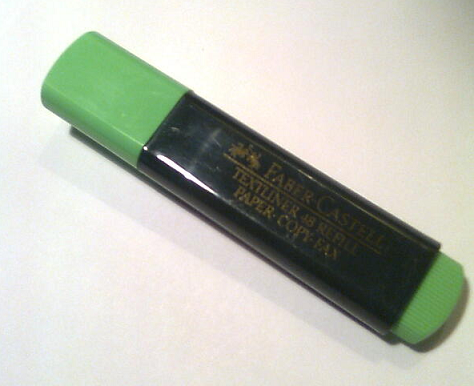
Textmarker-Faber-Castell